# Spilosoma flavidior
Spilosoma flavidior är en fjärilsart som beskrevs av Charles Oberthür 1911. Spilosoma flavidior ingår i släktet Spilosoma och familjen björnspinnare. Inga underarter finns listade i Catalogue of Life.